# Xara Xtreme
Xara Photo & Graphic Designer (também chamado Xara Xtreme ou Xara X) é um editor de gráficos vetoriais 2D criado pela companhia britânica de software Xara, que foi adquirida pela empresa alemã MAGIX AG em 2007, e agora opera como uma subsidiária integral. Foi anteriormente vendidos sob os nomes de Xara Studio, Xara X e Xara Xtreme. Há uma versão pro chamado Xara Designer Pro (anteriormente Xara Xtreme Pro).

## História de desenvolvimento
- O antecessor do Xara Xtreme, chamado ArtWorks, foi desenvolvido em um computador Acorn Archimedes 32-bit RISC rodando RISC OS.
- A primeira versão desenvolvida para o Microsoft Windows foi inicialmente chamada de Xara Studio, mas antes largamente disponibilizado ao público licenciado para a Corel Corporation, e de 1995 a 2000 foi lançada como CorelXARA.
- A primeira versão com o nome Xara X foi lançada em 2000, modificada para Xara X¹ em 2004 e Xara Xtreme em 2005.
- Em Outubro de 2005, Xara Ltd anunciou os planos para abrir o código do Xara Xtreme sobre a GPL e em buscar ajuda da comunidade para portar para o Linux e o Mac OS X.

- Em novembro de 2006, uma versão melhorada do Xara Xtreme, Xara Xtreme Pro, foi liberado.
- Em maio de 2007, Xara Xtreme 3.2 e Xtreme Pro 3.2 foram liberados. 3.2 Pro começou inclusão do Xara 3D6 e mais robusta tipografia são características em ambas as versões Xtreme.
- Em abril de 2008, Xara Xtreme 4.0 foi lançado. As características principais incluem manipulação de texto área estendida, integração de manipulação de bitmap e exportação HTML.
- Em junho de 2009, Xara Xtreme e Xara Xtreme Pro 5.1 foram liberados. Recursos incluídos mais melhorias na área de texto, Content-Aware Scaling de imagens bitmap, importação e exportação de arquivos aperfeiçoado,  Master page (repetido) objetos, uma Object Gallery (que substitui Layer Gallery), ferramentas de criação de website, e multi-estágio graduante de transparência.
- Em junho de 2010, Xara Photo & Graphic Designe 6 e Xara Designer Pro 6 foram liberados. Xtreme foi renomeado para Photo & Graphic Designe & Xtreme Pro foi renomeado para Designer Pro.[1]
- Em maio de 2011, Xara Photo & Graphic Designe 7 e Xara Designer Pro 7 foram liberados. Recursos incluídos apagar foto 'magic', melhorias de interface de usuário para encaixe galerias e tirando o alinhamento e (no Pro) nova página da web e recursos de design do site.

## Características
Xara Xtreme é notável pela sua usabilidade e renderização muito rápida. Foi o primeiro software de gráficos vetoriais com exibição inteiramente anti-aliased, preenchimento gradiente avançado e ferramentas de transparência, agora disponível em muitos produtos concorrentes.
O aplicativo é compatível com a maioria dos formatos gráficos utilizados para edição de imagens, como GIF, JPEG, BMP, PNG, PDF, AI (Adobe Illustrator) e CDR (CorelDRAW).
Dentre todos os editores gráficos, é considerado o mais fácil para aprender, especialmente para quem já teve alguma experiência com o CorelDRAW. Em versões recentes, o programa preocupou-se em auxiliar web designers por adicionar ferramentas para efeitos como sombras, relevos, e barras de navegação. Também inclui ferramentas para manipular bitmaps.
Não tão bem conhecido como outras aplicações de desenho vetorial, o aplicativo possui uma larga e interessada base de usuários, com fórums ativos e muitos tutoriais criados pelos próprios usuários. Ele também é usado em escolas de ensino médio na Escócia como parte do curso de Desenho Gráfico.

## Versões e plataformas
O aplicativo foi originalmente desenvolvido para o Microsoft Windows, e a versão comercial atual roda apenas no Windows. O Xara Xtreme para Linux (agora chamado Xara Xtreme LX ou Xara LX) é a versão de código aberto para Linux e Mac OS X e está atualmente em desenvolvimento. Sua primeira versão foi lançada em Outubro de 2005, e a Xara Ltd procurou a ajuda da comunidade para portá-lo usando o toolkit wxWidgets.
Na abertura do Libre Graphics Meeting 2006  em Lyon, França, Xara disponibilizou mais informações sobre o código fonte em um site atualizado, com detalhes sobre como acessar as fontes. De acordo com a página do Xara Xtreme para Linux, o lançamento do código fonte contém "a maioria do código fonte do Xara Xtreme".
Xara também dá acesso a escrita em seu repositório "subversion" para alguns desenvolvedores externos.
A versão beta 0.3 foi a primeira a abrir arquivos com extensão *.xar. A partir da versão 0.5 já era possível salvar arquivos com extensão *.xar. A versão atual é a 0.7.
O progresso da versão Linux parou e o site do programa não é atualizado desde agosto de 2008. Não compromete-se a SVN repositório de código fonte que vem acontecendo no mesmo período de tempo.
Um novo projeto, Xarino, foi criado em dezembro de 2008,  que oferece acesso ao código fonte do projeto. A nova lista foi criada em maio de 2009.

### Versões paraMicrosoft Windows
- Xara X (versão comercial) - lançado em 2000
- Xara X¹ (versão comercial) - lançado em 2004
- Xara Xtreme (versão comercial com plugins comerciais) - lançado em 2005
- Xara Xtreme XS (uma versão leve do Xara Xtreme sem plugins e sem as ferramentas de relevo/sombra/contorno, versão comercial) - lançado em 2006
- Xara Xtreme PRO (versão comercial com funções avançadas) - lançado em 2006
- Xara Xtreme and Xtreme PRO 3.2 (tipografia melhorado (Pro inclui Xara 3D6)) - lançado em 2007
- Xara Xtreme and Xtreme PRO 4.0 - lançado em 2008
- Xara Xtreme and Xtreme PRO 5.0 - lançado em 2009
- Xara Photo & Graphic Designer 6 and Xara Designer Pro 6 (redesign da GUI e atualizações de ferramentas e melhorias) - lançado em 2010
- Xara Photo & Graphic Designer 7 and Xara Designer Pro 7 - lançado em 2011
- Xara Photo & Graphic Designer v8 and Xara Designer Pro v8 - lançado em 2012

### Versões paraLinuxeMac OS X
- Xara Xtreme para Linux (versão de código aberto) - lançado em 2006